# Hane
Hane és l'assentament més gran de l'illa d'Ua Huka, de les Illes Marqueses, a la Polinèsia Francesa. Conté un jaciment arqueològic notable i té una població menor que la capital de Vaipae'e.

## Geografia
Es troba entre l’aeroport i el poble de Hokatu, al sud-oest del mont Hitikau. La muntanya Hitikau (884 m) es troba al nord-est.

## Arqueologia
Els jaciments arqueològics de Tehavea i Meiaute són a poca distància a peu del poble. La zona va ser excavada per primera vegada per Yosihiko H. Sinoto el 1964-65. Les seves excavacions van revelar més de 12.000 ossos d'ocells, dels quals gairebé 10.000 pertanyien a aproximadament set espècies de pardals i petrells. Durant les investigacions arqueològiques a Hane, també es van trobar fragments sota una superfície de roca que es van datar inicialment entre el 300 i el 600 dC. Tanmateix, la datació basada en el carboni 14 indicava un període d’ocupació entre el 900 i el 1200 dC.
A partir de la dècada de 1990 es van dur a terme altres investigacions a Hane durant uns 20 anys. Les excavacions del 2009 van revelar que la data ocupacional més antiga de l'arxipèlag, inclosa la Polinèsia Francesa, va ser al voltant del 1000 dC, quan la gent depenia dels recursos marins. Tanmateix, cap al 1200 dC, es va produir un canvi en el patró ocupacional, amb habitatges fets de materials peribles construïts sobre pedestals de pedra. Posteriorment, el lloc va quedar desert mentre la població es va traslladar a les valls i, des del 1200 fins al 1400 dC, les zones costaneres, inclòs Hane, es van utilitzar principalment com a cementiri.

## Edificis
El Museu del Mar (Le musée de la Mer) conté exposicions d’eines tradicionals que s'utilitzen per pescar, ganxos, explicacions sobre les tècniques antigues de pesca, una col·lecció de canoes i un centre d’artesania. L'Auberge Hitikau és un petit hostal i restaurant, que rep el nom de la muntanya. Conté quatre habitacions dobles, amb un restaurant destacat pels seus plats de cabra i porc i truites de kaveka. També hi ha un hospital.